# 康登站

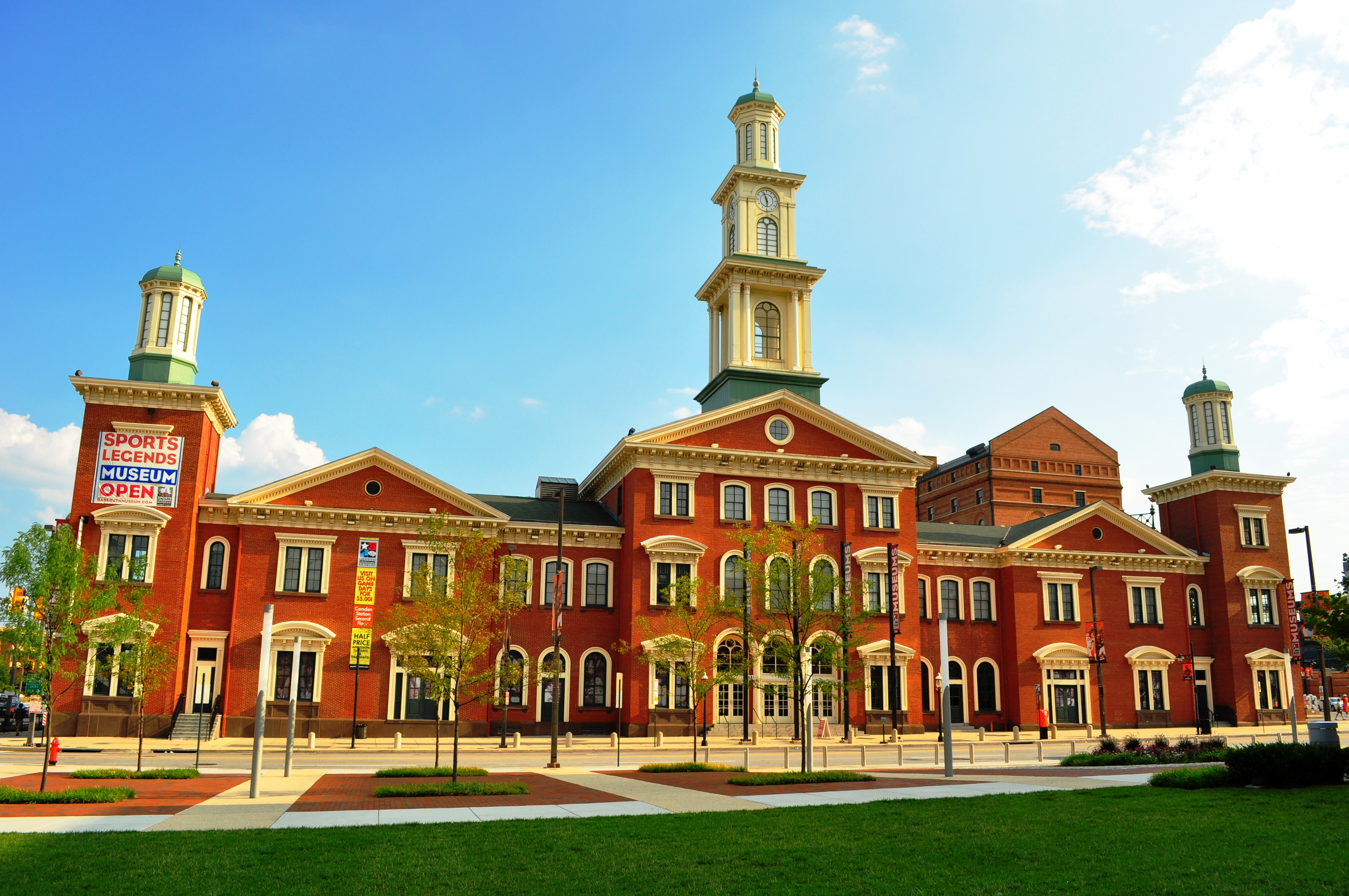
整修後的巴爾的摩與俄亥俄鐵路站房，現為康登車場體育傳奇博物館

康登站（英語：Camden station）位於美國馬里蘭州巴爾的摩的霍華街與坎登街交叉處，鄰近金鶯公園，有馬里蘭區域通勤鐵路與巴爾的摩輕軌列車營運。康登站最初是在1856年由巴爾的摩與俄亥俄鐵路興建，作為該鐵路於巴爾的摩的主要客運站，因此也是目前美國連續營運最久的客運車站之一。

## 歷史
1852年巴爾的摩與俄亥俄鐵路決定購入坎登街前方五個街區的土地興建新的客運貨運車站，位置較靠近市中心，也較現代化，以取代位於今日巴爾的摩與俄亥俄鐵路博物館處的車站。車站的中央部分在1857年完工，嗣後用於巴爾的摩與俄亥俄鐵路的客運服務直到1980年代，因此本站為美國連續營運最久的鐵路車站之一。在美國內戰後，車站的兩翼與塔樓於1867年完工 本站的中央塔樓最初高度為185英尺（56）。
從1887年開始，安納波利斯與巴爾的摩短線鐵路及其後繼者華盛頓、巴爾的摩與安納波利斯電氣鐵路使用康登站開行往安納波利斯的列車（但在1921年至1935年之間該公司使用另一個車站），直到巴爾的摩與安納波利斯鐵路於1950年2月5日停止鐵路營運而改開行巴士為止。
1895年6月27日，美國第一列由電力機車牽引的幹線列車通過霍華街隧道，而於1897年開始，康登站以下層月台供經由霍華街隧道來往皇家山站的客運列車使用。
1937年開始，美國第一部流線型柴電機車開始由康登站牽引著名的皇家藍色列車。二十世紀上半葉，由康登站開出的列車可達紐約、芝加哥、底特律、克里夫蘭、聖路易斯。然而在1950與1960年代鐵路的乘客大量流失，1958年4月26日巴爾的摩與俄亥俄鐵路停駛開往費城與紐約的列車，下層月台僅供少數開往皇家山站的列車使用。隨著皇家山站在1961年停用，康登站的下層月台也就拆除，但路線仍供大量的貨運列車使用。
美鐵在1971年成立以後，巴爾的摩與俄亥俄鐵路的長途客運列車便走進歷史，僅剩由巴德柴油鐵路客車行駛的短程通勤列車使用康登站。

## 馬里蘭區域通勤鐵路
馬里蘭區域通勤鐵路目前仍然使用康登站三個島式月台、六條股道中的一半。其所使用的月台為西側與中央月台，剩下的則供巴爾的摩輕軌使用。由於輕軌與馬里蘭區域通勤鐵路列車車廂地板高度不同，在共用的中央月台兩側軌道的高低是不一樣的。馬里蘭區域通勤鐵路軌道低於月台48英寸（1,219），而輕軌軌道則與月台同高，以使乘客能在地面高度相同的月台上下車。
原有的巴爾的摩與俄亥俄鐵路建築已經不再服務乘客，於2005年5月開始作為博物館使用（康登車場體育傳奇博物館與吉皮娛樂博物館）。

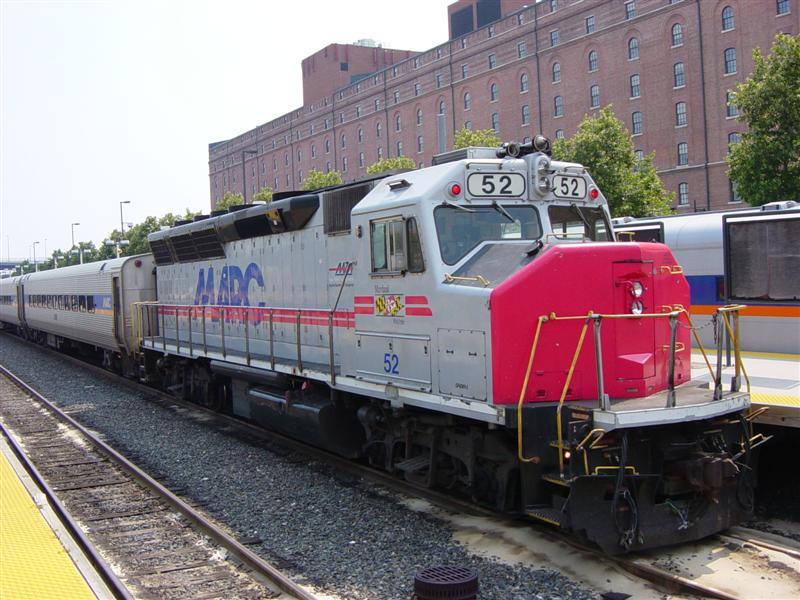
EMD GP40WH-2型柴電機車（編號52號）於康登站，2004年7月2日。
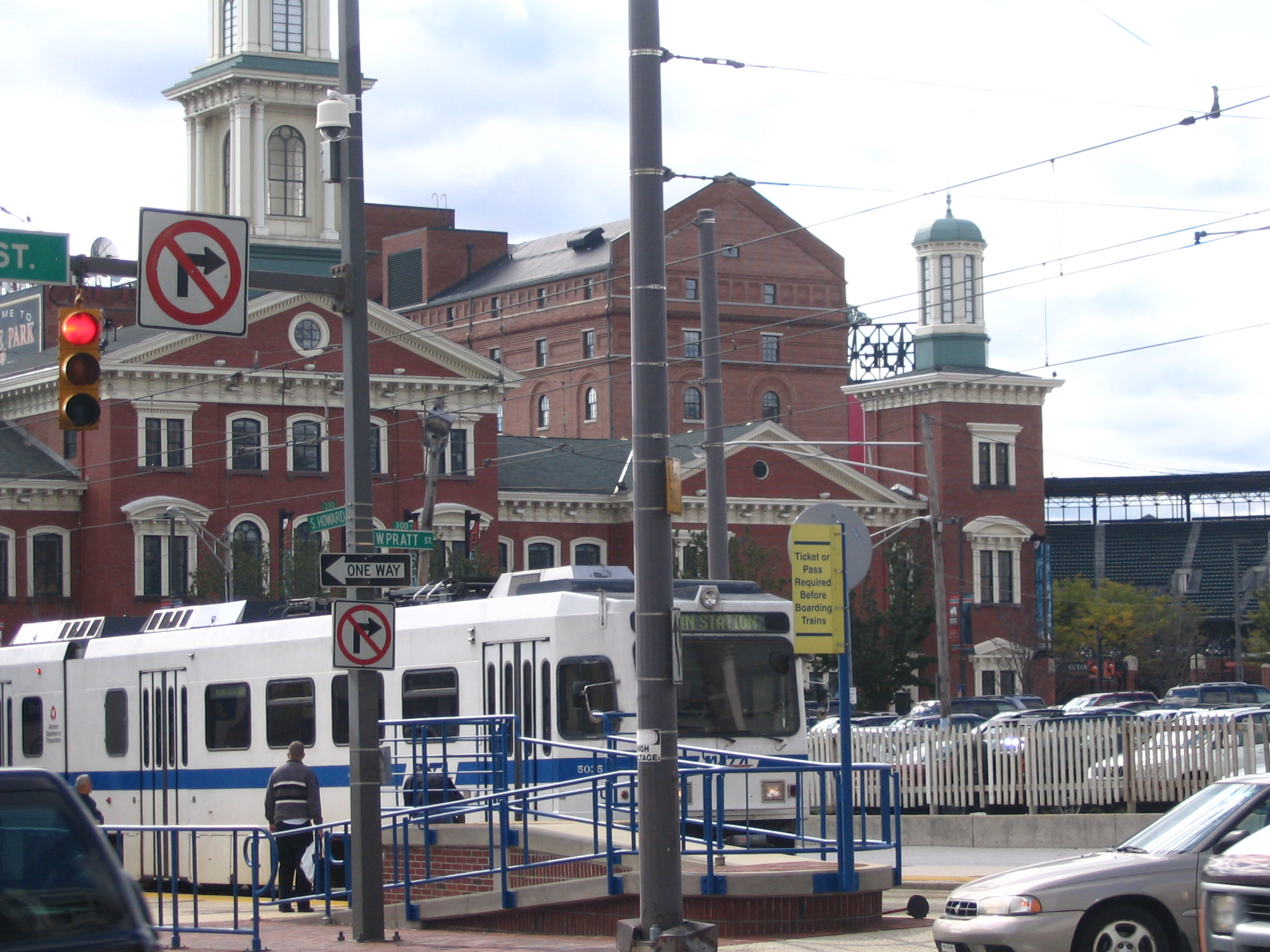
巴爾的摩輕軌列車於原先的康登站前，背景是原巴爾的摩與俄亥俄鐵路的棧房與金鶯公園

## 巴爾的摩輕軌
康登車場站（英語：Camden Yards station）是巴爾的摩輕軌的車站之一，三條路線的班車皆有停靠。本站原先即為巴爾的摩與俄亥俄鐵路的康登站。輕軌部分約略在金鶯公園啟用時開始營運。本站站名源自此處原先是巴爾的摩與俄亥俄鐵路的貨運站場，旁邊的巴爾的摩與俄亥俄鐵路的貨棧現在是金鶯公園的一部份。可由此站前往球場。
康登站有馬里蘭區域通勤鐵路與巴爾的摩輕軌的列車使用，車站有三個島式月台、六條股道，其中輕軌所使用的月台為東側與中央月台。由於輕軌列車與馬里蘭區域通勤鐵路列車車廂地板高度不同，在共用的中央月台兩側，軌道的高低是不一樣的：馬里蘭區域通勤鐵路軌道低於月台48英寸（1,219公釐），而輕軌軌道則與月台同高。如此可保持月台地面平整，而乘客也能順利上下停靠月台兩側底盤高度不同的列車。
本站可轉乘馬里蘭交通管理局多條巴士線。也可轉乘馬里蘭區域通勤鐵路康登線（該線目前周末無班車行駛）。

## 外部連結
- Schedules
- Station from Google Maps Street View
- Station from Google Maps Street View

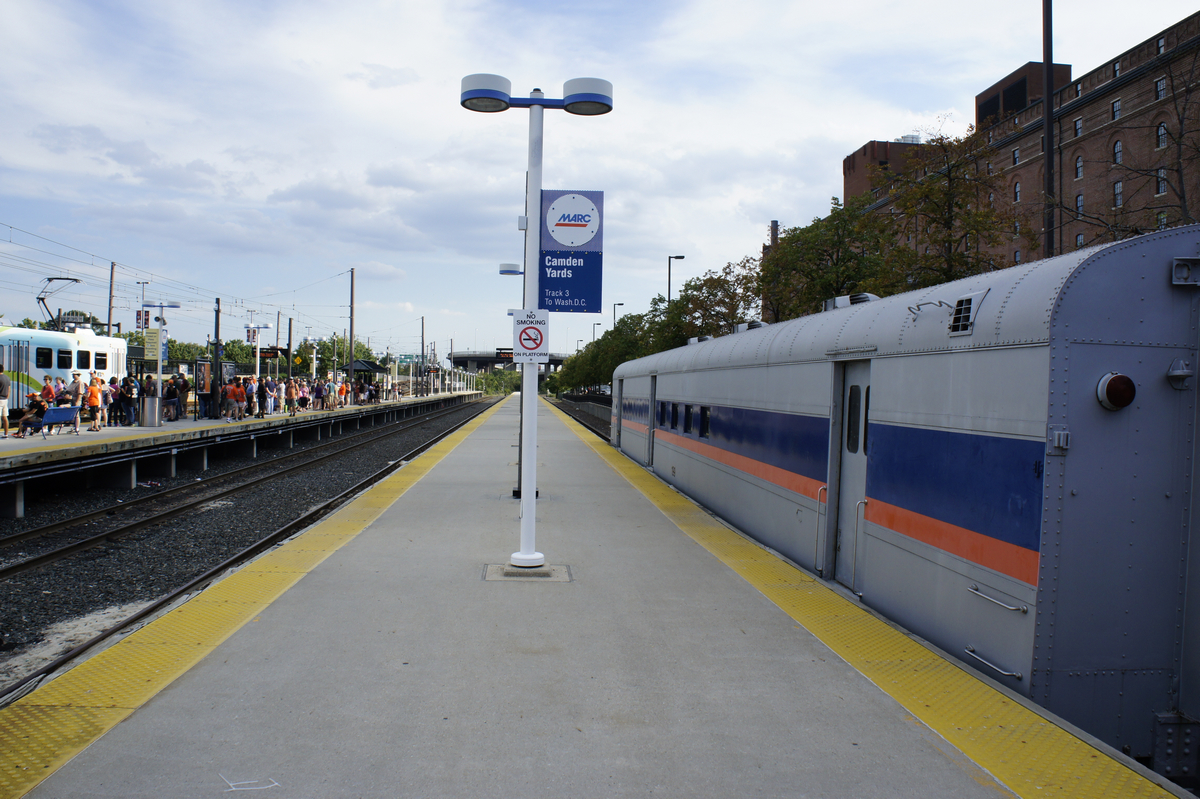
康登站，無電氣化的三線是馬里蘭區域通勤鐵路的康登線所使用。

- Camden Station （页面存档备份，存于） and Camden Yards （页面存档备份，存于） at Explore Baltimore Heritage
- HABS（英语：HABS）
- HABS（英语：HABS）
- HAER（英语：HAER）